# 北海道道494号訓子府津別線
北海道道494号訓子府津別線（ほっかいどうどう494ごう くんねっぷつべつせん）は、北海道常呂郡訓子府町と網走郡津別町を結ぶ一般道道（北海道道）である。

## 概要

### 路線データ
- 起点：北海道常呂郡訓子府町字日出（北海道道50号北見置戸線交点）
- 終点：北海道網走郡津別町字双葉（国道240号交点）
- 路線延長：32.9 km

## 歴史
- 1965年（昭和40年）3月26日 路線認定[1]。

## 路線状況

### 重複区間
- 訓子府町大谷 - 訓子府町大谷（北海道道986号置戸訓子府北見線）
- 津別町沼沢 - 津別町沼沢（北海道道682号二又北見線）

### 通年交通規制（通行止め）
- 訓子府町大谷 - 津別町沼沢（北海道道682号チミケップ湖北岸交点）11.7 km（11月下旬 - 5月上旬）

### 冬季通行止区間
- 津別町沼沢（北海道道682号チミケップ湖南岸交点） - 津別町沼沢4.0 km（11月下旬 - 5月上旬）

## 地理

### 通過する自治体
- オホーツク総合振興局
  - 常呂郡訓子府町
  - 網走郡津別町

### 交差する道路
訓子府町
- 北海道道50号北見置戸線 - 日出（起点）
- 北海道道986号置戸訓子府北見線 - 大谷（重複）

津別町
- 北海道道682号二又北見線 - 沼沢（重複）
- 国道240号（終点）

### 沿線にある施設など
訓子府町
- 訓子府町立居武士小学校 - 大谷5-2

津別町
- チミケップ湖